# Roman Isidorovič Kondratěnko
Roman Isidorovič Kondratěnko (rusky Роман Исидорович Кондратентко; 30. záříjul./ 12. října 1857greg., Tiflis – 2. prosincejul./ 15. prosince 1904greg., Port-Artur) byl ruský velitel, generálporučík (in memoriam) ženijních vojsk. Bojoval v rusko-japonské válce a byl jedním z velitelů obrany Port-Arturu.

## Životopis
Narodil se v Tiflisu v chudé šlechtické rodině. Jeho otcem byl vysloužilý major, z jehož penze rodina žila. Pomocnou ruku podal starší bratr, který žil v Petrohradu. Jeho přičiněním se podařilo dostat Romana Kondratěnka na Polocké vojenské gymnázium za státní útraty. Školu absolvoval v roce 1877 jako jeden z nejlepších kadetů. Následně se stal junkerem Nikolajevského technického učiliště v Petrohradě v bývalém paláci Pavla I., kde se také nacházela Inženýrská akademie. Po absolvování kurzu 23. června 1877 byl povýšen do hodnosti praporčíka a přidělen k 1. kavkazskému ženijnímu pluku Jeho Imperátorského Veličenstva velkoknížete Nikolaje Nikolajeviče Ruského. Aniž se dostavil ke svému pluku, byl 25. srpna 1877 přidělen ke Kavkazskému rezervnímu pluku. Po jeho rozpuštění byl v říjnu 1878 převelen ke své původní jednotce. Téhož roku byl povýšen do hodnosti podporučíka.

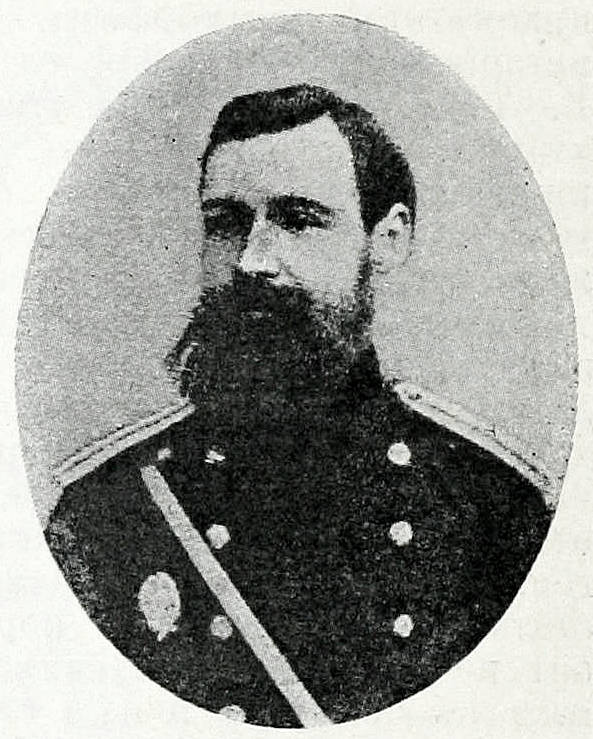
R. I. Kondratěnko v roce 1881

V roce 1879 nastoupil na Nikolajevskou inženýrskou akademii (dnes Vojenská vysoká škola inženýrsko-technická). Téhož roku byl povýšen na poručíka. Za své úspěchy přínosné pro vědu byl v roce 1881 povýšen do hodnosti nadporučíka. V roce 1882 dokončil studia na akademii a krátce na to se ocitl pod velením náčelníka ženistů Kavkazského vojenského okruhu. Následně byl přidělen k ženijnímu vojsku, kde byl pod velením náčelníka Čarochského ženijního velitelství. V roce 1883 byl přidělen k Hlavnímu ženijnímu velitelství. V roce 1884 byl povýšen do hodnosti kapitána; téhož roku nastoupil na Nikolajevskou akademii. Studia dokončil v roce 1886 a byl přidělen ke generálnímu štábu, následně byl převelen k Vilenskému vojenskému okruhu. Téhož roku byl převelen ke generálnímu štábu této jednotky a jmenován hlavním pobočníkem štábu 4. armádního sboru.
V roce 1888 byl povýšen do hodnosti podplukovníka a přidělen ke štábu velitele 6. brigády vojsk vnitrostátního určení, kde zastával funkci štábního důstojníka. V roce 1891 vykonával funkci hlavního pobočníka štábu Vilenského vojenského okruhu. V roce 1892 byl za služební zásluhu povýšen do hodnosti plukovníka. Dočasně zastával funkci generálního kvartýrmistra okruhu. V roce 1893 se stal štábním důstojníkem a vykonával funkci pobočníka štábu Vilenského vojenského okruhu a v roce 1895 byl jmenován zprvu náčelníkem štábu vojsk Uralské oblasti, a po měsíci velitelem 20. střeleckého pluku.
V roce 1901 byl povýšen do hodnosti generálmajora a jmenován do funkce generálního inspektora štábu Priamurského vojenského okruhu, kde se stal členem generálního štábu tohoto okruhu. V důsledku absence náčelníka štábu Priamurského vojenského okruhu převzal danou funkci, poté vykonával funkci generálního kvartýrmistra okruhu. V roce 1902 mu byl udělen nejvyšší vděk za zlepšení podmínek pro vzdělávání mužstva. V roce 1903 se ujal funkce generála okruhu a téhož roku byl příkazem z 8. listopadu jmenován do funkce velitele 7. východosibiřské střelecké brigády. Během boxerského povstání v letech 1900–1901 se nacházel v sestavě expedičního sboru.

## Obrana Port-Arturu

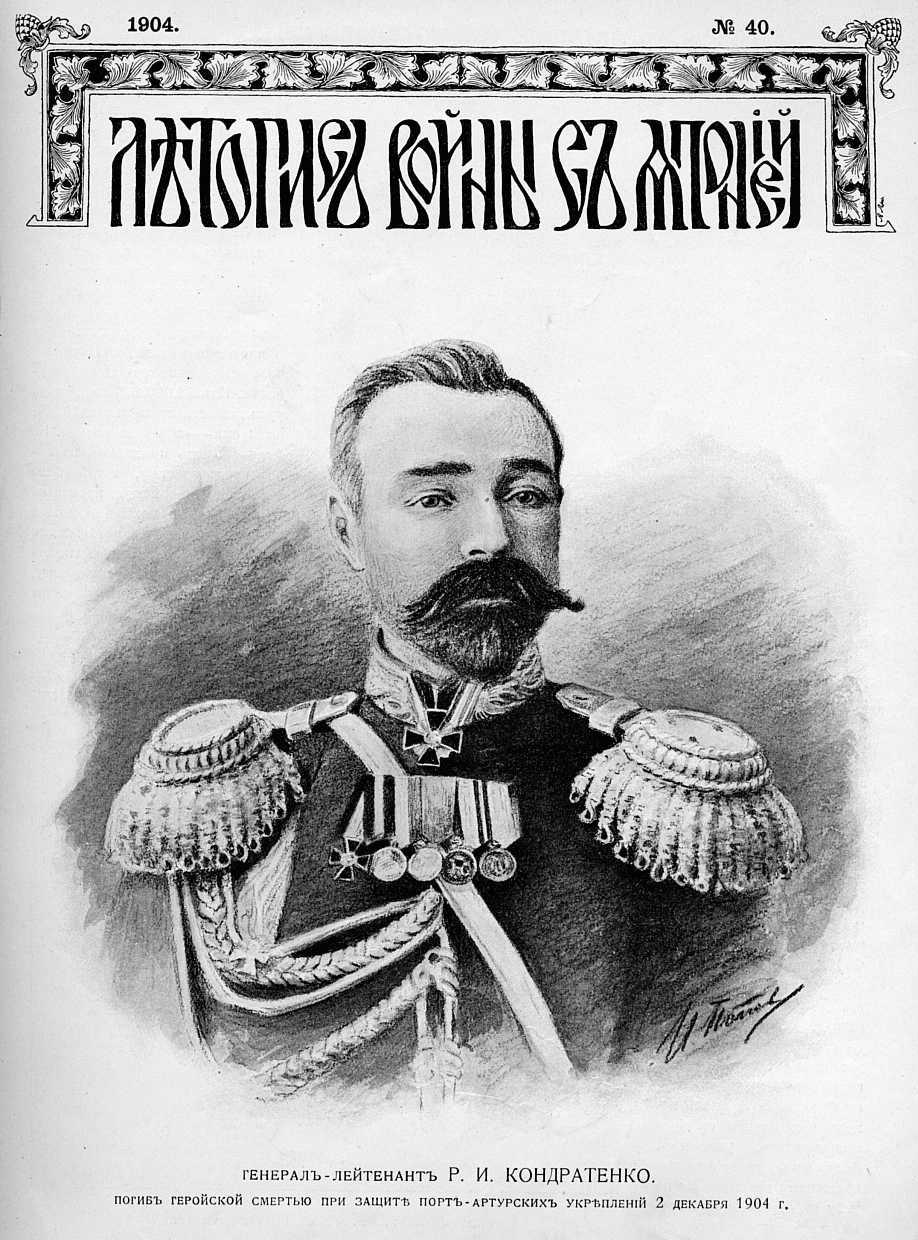
Obal časopisu Letopisy války s Japonskem oznamující smrt generála Kondratěnka

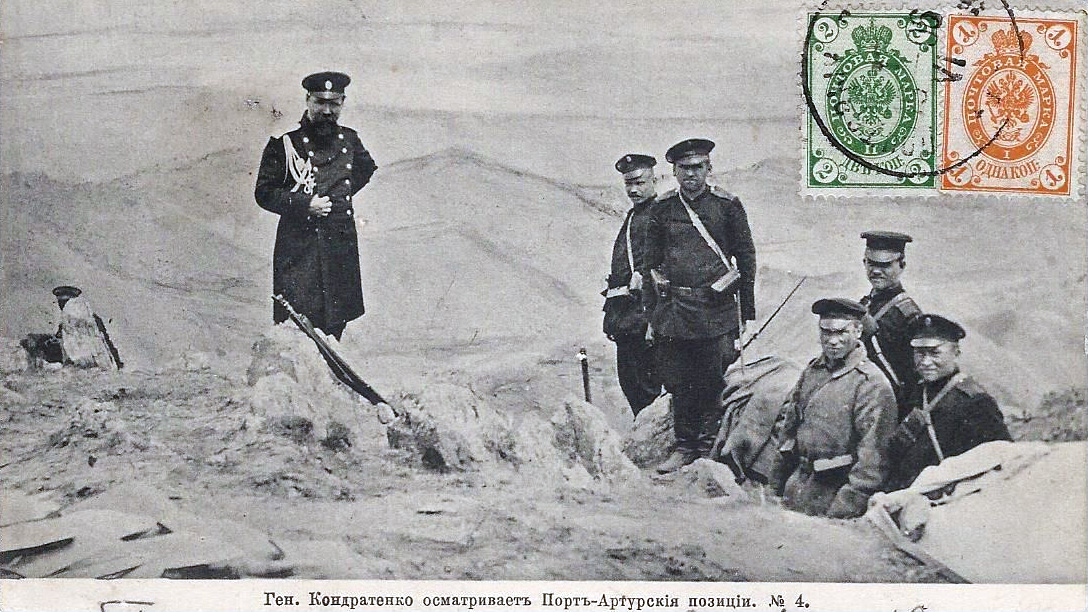
Pohlednice s nápisem „Generál Kondratěnko provádí inspekci pozic.“

V nejkritičtějším období obléhání se ujal obrany města Port-Artur. Svou pozornost soustředil na zlepšení obranyschopnosti pozic. Osobně řídil obranu na nejsložitějších a nejnebezpečnějších úsecích. Vyznačoval se schopností vojáky motivovat, což přispělo k odražení řady útoků, ve kterých úspěch ruských vojsk už nikdo neočekával. Zkoordinoval síly pozemních vojsk a námořnictva tak, aby je přiměl k lepší spolupráci.
Padl v boji 15. prosince 1904 v pevnůstce tvrze č. II v důsledku přímého zásahu dělostřeleckého granátu. Společně s ním přišlo o život dalších 8 důstojníků.
Po ukončení rusko-japonské války bylo jeho tělo exhumováno a slavnostně pohřbeno 8. října 1905 v Petrohradu, na Nikolském hřbitově Alexandro-Něvské lávry.
Existuje teorie, podle které japonské houfnice neostřelovaly tvrz č. II v momentě Kondratěnkovy návštěvy náhodou. Dělostřelecký přepad měl být zahájen na popud zrádce z řad zastánců kapitulace města.
Podle mínění řady odborníků byl Kondratěnkovou smrtí zpečetěn osud pevnosti. Dne 5. ledna byla z rozkazu generálů A. M. Stessela a A. V. Foka vyhlášena kapitulace Port-Arturu. Vést obranu města by bylo možné i delší dobu, ovšem za cenu těžkých ztrát. Generál Stessel byl za svůj čin v únoru 1908 odsouzen k trestu smrti. Ten však byl nejprve změněn na 10 let odnětí svobody a následně v květnu 1909 zcela prominut.

## Vyznamenání
- Řád sv. Stanislava 3. stupně (1884);
- Řád sv. Anny 3. stupně (1889);
- Řád sv. Stanislava 2. stupně (1892);
- Řád sv. Anny 2. stupně (1895);
- Řád sv. Vladimíra 4. stupně (1899);
- Řád sv. Vladimíra 3. stupně s meči (1904);
- Řád sv. Jiří 4. stupně;
- Řád sv. Jiří 3. stupně (1904).

## Památka

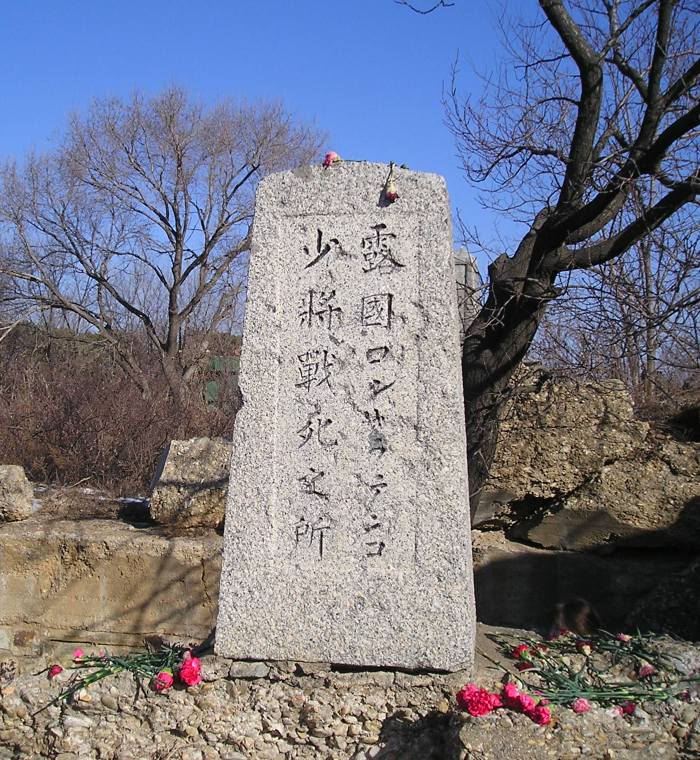
Japonský pomník na místě smrti generála Kondratěnka. Nápis zní: „Místo úmrtí ruského
generál-majora Kondratěnka“

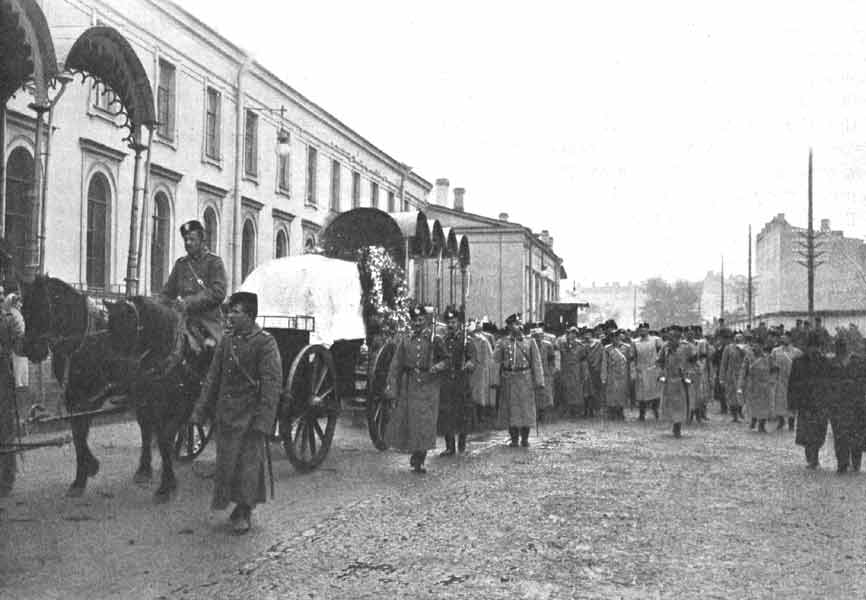
Smuteční průvod. 25. září 1905

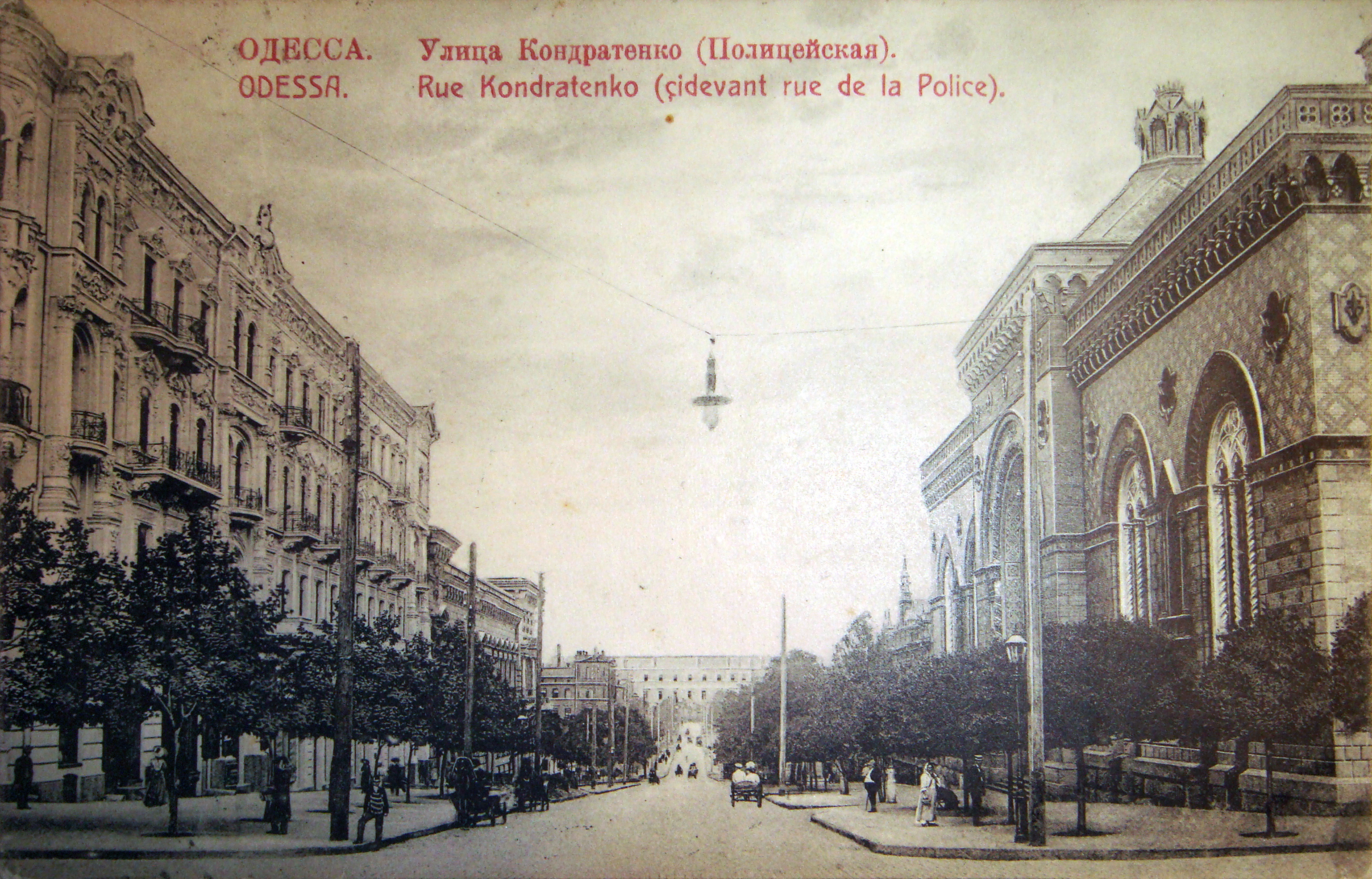
Pohlednice ze začátku 20. století s fotografií ulice Kondratěnko

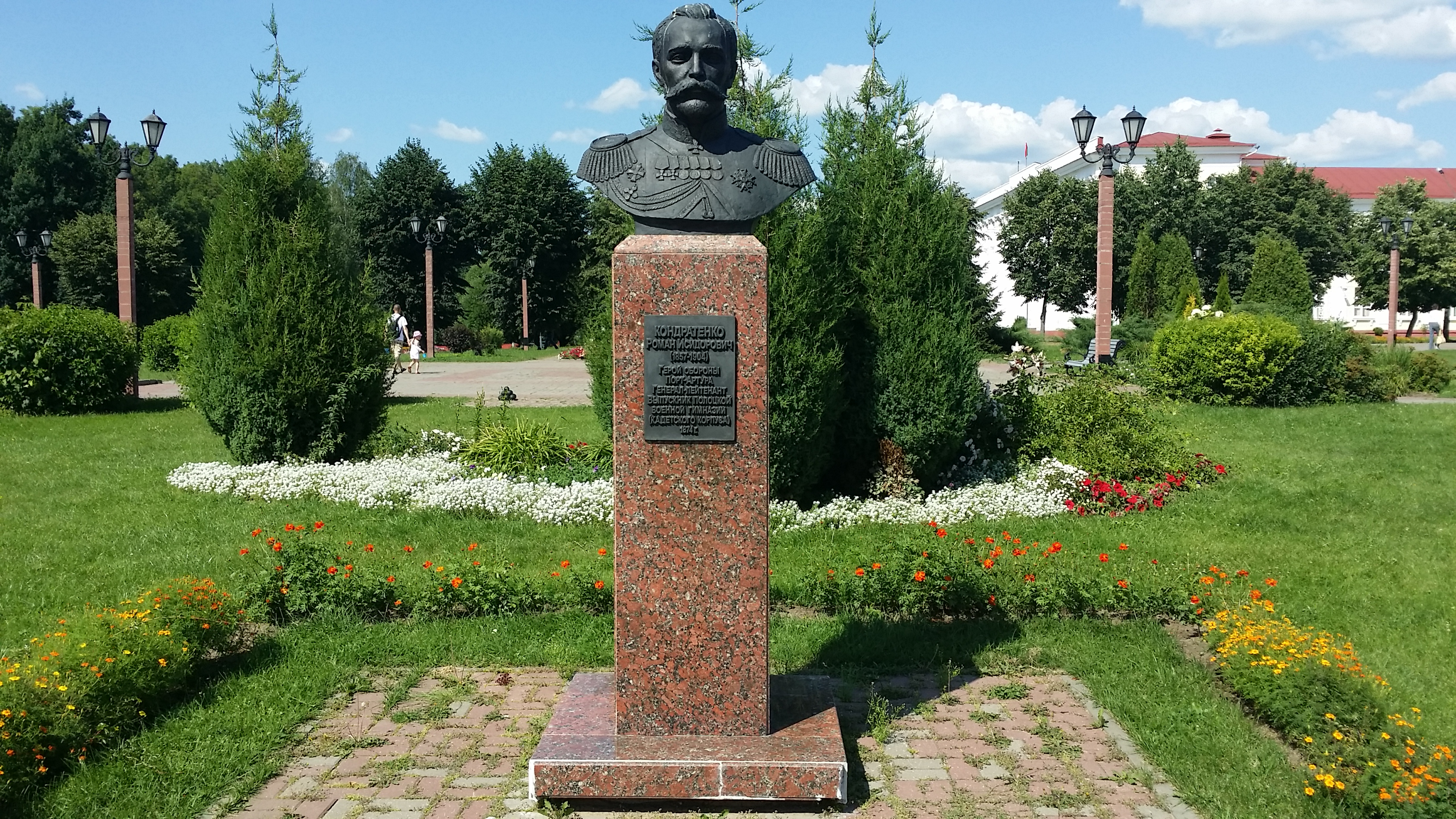
Kondratěnkova busta v Polocku

- V roce 1907 byla nad hrobem R. I. Kondratěnka vztyčena pamětní kaple, v níž se nacházel velký mramorový kivot s ikonami a množstvím stříbrných věnců. Prolamovaná kaple byla posvěcena 12. srpna 1907. Za Sovětského svazu byla kaple stržena, jako i mnohé další na Nikolském hřbitově.[7]
- 25. východosibiřský střelecký pluk byl přejmenován na 25. východosibiřský střelecký pluk Generálporučíka Kondratěnka.[8]
- V polském městě Suwałki byl 30. září 1907 vztyčen památník R. I. Kondratěnkovi. Nacházel se v parčíku před kasárny 20. střeleckého pluku, kterému generál v letech 1895–1901 velel. Památník měl podobu bronzové busty na vysokém podstavci z černé žuly. Do dnešních dob se ale památník nedochoval.[9]
- V roce 1910 byl Polocký kadetský korpus přejmenován na Polocký kadetský korpus Generála Kondratěnka. Téhož roku byla v Polocku vztyčena generálova busta. K jejímu stržení došlo ve 30. letech. 31. března 2008 byla v Polocku na náměstí Svobody vztyčena nová, bronzová busta na žulovém podstavci. Díky tomu je Polock jediným městem, kde byly památníky na generálovu počest vztyčeny ve 20. i 21. století.
- V jihozápadní části ostrova Ruský se nachází Kondratěnkův poloostrov.
- V roce 1909 byla chatařská osada nedaleko od Nikolsku-Ussurijsku, kterou R. I. Kondratěnko založil pro zdravotní rehabilitaci důstojníků, přejmenována v čest generála. Dnes se obec jmenuje Kondratěnovka a nachází se v okrese Ussurijsk v Přímořském kraji.[10]
- V roce 1905 byla v Oděse přejmenována ulice Policejní na ulici Kondratěnka (dnes nese jméno I. Bunina).
- V srpnu 1945 bylo velení japonské Kuantungské armády předáno ultimátum o kapitulaci. Předávajícím ze strany sovětského velení byl Ivan Artěmenko, syn Kondratěnkovy kmotřenky.
- Na generálovu počest nese jedna z petrohradských ulic jeho jméno.
- V Chabarovsku byla v čest generála nainstalována pamětní deska (ul. Komsomolská, čp. 105).

### Literaura
- AVČINNIKOV, Alexandr Grigorjevič. Народный герой Роман Исидорович Кондратенко (tj. „Lidový hrdina Roman Isidorovič Kondratěnko“). 2. vyd. Jekatěrinoslav: Typografie M. S. Kopylova, 1912. 67 s. Dostupné online. (ruština)
- APUŠKIN, Vladimir Alexandrovič. Дело о сдаче крепости Порт-Артур японским войскам в 1904 г. (tj. „Případ vydání portarturské pevnosti japonským vojskům v roce 1904“). Petrohrad: V. A. Berezovskij, 1908. 472 s. Dostupné online. (ruština)
- DOBRONRAVOV, Nikolaj Jevgeňjevič. Геройская смерть защитника Порт-Артура генерала Р. И. Кондратенко (tj. „Hrdinná smrt obránce Port Arturu generála R. I. Kondratěnka“). Moskva: A. D. Sazonov, 1905. 32 s. (ruština)
- KULIČKIN, Sergej Pavlovič. Кондратенко (tj. „Kondratěnko“). Moskva: Molodaja gvardija, 1989. 262 s. ISBN 5-235-01008-6. (ruština)
- MITKEVIČ, V.; DUBENSKIJ, D. Роман Исидорович Кондратенко. Его жизнь и боевая деятельность. Систематич. описание осады и обороны Порт-Артура. (tj. „Roman Isidorovič Kondratěnko. Jeho život a vojenská činnost. Systematizovaný popis obležení a obrany Port Arturu“). Petrohrad: Typografie Rodnik, 1908. 104 s. Dostupné online. (ruština)
- TARAPYGIN, Fjodor Andrejevič. Известные русские военные деятели. Краткое их жизнеописание. (tj. „Známí vojenští činitelé. Krátké životopisy“). Petrohrad: Typografie I. V. Leonťjeva, 1911. 190 s. S. 181–190. (ruština)